# Miyuki Hatanaka
Miyuki Hatanaka (jap. 畑中 みゆき Hatanaka Miyuki; * 18. Dezember 1975 in Shiogama, Miyagi) ist eine ehemalige japanische Freestyle-Skierin. Sie war auf die Disziplinen Moguls und Dual Moguls (Buckelpiste) spezialisiert.

## Werdegang
Hatanaka nahm im Februar 1999 in Inawashiro erstmals am Freestyle-Skiing-Weltcup teil, wobei sie den 16. Platz im Moguls errang. Bei den Weltmeisterschaften im folgenden Monat in Hasliberg belegte sie den 17. Platz im Dual Moguls und den 11. Rang im Moguls. Bei den Weltmeisterschaften 2001 in Whistler kam sie auf den 31. Platz im Moguls und auf den 17. Rang im Dual Moguls. In der Saison 2001/02 erreichte sie im Weltcup drei Top-Zehn-Platzierungen und zum Saisonende mit dem sechsten Platz im Dual-Moguls-Weltcup ihr bestes Gesamtergebnis in dieser Disziplin. Beim Saisonhöhepunkt, den Olympischen Winterspielen 2002 in Salt Lake City, errang sie den 20. Platz im Moguls. In den folgenden Jahren belegte sie bei den Weltmeisterschaften 2003 in Deer Valley den 14. Platz im Moguls, bei den Weltmeisterschaften 2005 in Ruka den 19. Platz im Moguls sowie den neunten Rang im Dual Moguls und bei den Olympischen Winterspielen 2006 in Turin den 27. Platz im Moguls. In der Saison 2007/08 und 2008/09 startete sie in der Disziplin Halfpipe. Dabei erreichte sie in der Saison 2008/09 in Les Contamines mit dem zweiten Platz ihre einzige Podestplatzierung im Weltcup. Zudem absolvierte sie im Januar 2009 in Park City ihren 74. und damit letzten Weltcup, welchen sie auf dem 15. Platz beendete. Bei den Weltmeisterschaften 2009 in Inawashiro wurde sie Zehnte in der Halfpipe.

## Erfolge

### Olympische Spiele
- 2002 Salt Lake City: 20. Platz Moguls
- 2006 Turin: 27. Platz Moguls

### Weltmeisterschaften
- 1999 Hasliberg: 11. Platz Moguls, 17. Platz Dual Moguls
- 2001 Whistler: 17. Platz Dual Moguls, 31. Platz Moguls
- 2003 Deer Valley: 14. Platz Moguls
- 2005 Ruka: 9. Platz Dual Moguls, 19. Platz Moguls
- 2009 Inawashiro: 10. Platz Halfpipe

### Weltcupwertungen
| Saison    | Gesamt | Gesamt | Moguls | Moguls | Dual Moguls | Dual Moguls | Halfpipe | Halfpipe |
| Saison    | Platz  | Punkte | Platz  | Punkte | Platz       | Punkte      | Platz    | Punkte   |
| --------- | ------ | ------ | ------ | ------ | ----------- | ----------- | -------- | -------- |
| 1998/99   | 51.    | 12     | 31.    | 48     | 26.         | 40          | -        | -        |
| 1999/2000 | 46.    | 27     | 25.    | 108    | 35.         | 4           | -        | -        |
| 2000/01   | 63.    | 7      | 33.    | 28     | -           | -           | -        | -        |
| 2001/02   | 56.    | 25     | 26.    | 148    | 6.          | 164         | -        | -        |
| 2002/03   | 76.    | 18     | 29.    | 128    | 23.         | 12          | -        | -        |
| 2003/04   | 65.    | 12     | 21.    | 126    | -           | -           | -        | -        |
| 2004/05   | 52.    | 16     | 17.    | 177    | -           | -           | -        | -        |
| 2005/06   | 79.    | 9      | 23.    | 94     | -           | -           | -        | -        |
| 2007/08   | 79.    | 6      | -      | -      | -           | -           | 11.      | 32       |
| 2008/09   | 48.    | 19     | -      | -      | -           | -           | 6.       | 96       |